# Много способов быть первым
«Много способов быть первым» (иер. трад. 一個字頭的誕生, упр. 一个字头的诞生, кант.-рус.: Джат го зи тау ди даан пел, англ. Too Many Ways To Be No. 1) — гонконгский боевик с элементами комедии 1997 года режиссёра Вай Ка-Фая. Главные роли в фильме исполнили Лау Чинвань, Карман Ли, Френсис Ын, Чун Тат-Мин, Мэтт Чоу и Элвис Цуй.
Картина получила три номинации на 17-й Гонконгской кинопремии.

## Сюжет
Бо (Чун Тат-Мин) приглашает бедного гангстера Гау (Лау Чинвань), живущего в Гонконге, присоединиться к нему — заниматься контрабандой дорогих автомобилей в Китай. Гау соглашается и с этого момента у него начинается жизнь, полная бесконечных несчастий и смертей. Он путешествует по Китаю и старается выжить.

## В ролях
- Лау Чинвань — Гау (阿貓)
- Карман Ли
- Френсис Ын — Мэтт (阿貓)
- Чун Тат-Мин — Бо (大寶)
- Мэтт Чоу[англ.] — Кэй (喪基)
- Элвис Цуй
- Чен Чо — Большой Чун (大春)
- Руби Вонг[англ.] — жена Бо (大嫂)
- Сун Поун Чонг — Маленький Чун (小春)

## Награды и номинации
| Награды                                   | Награды                           | Награды                             | Награды   |
| Кинопремия                                | Категория                         | Лауреат / претендент                | Результат |
| ----------------------------------------- | --------------------------------- | ----------------------------------- | --------- |
| 17-я Гонконгская кинопремия               | Лучший сценарий                   | Вай Ка-Фай, Зето Кам-Юэнь, Мэтт Чоу | Номинация |
| 17-я Гонконгская кинопремия               | Лучшая операторская работа        | Вон Вин-Хун                         | Номинация |
| 17-я Гонконгская кинопремия               | Лучшая музыка                     | Сэйсин Вонг                         | Номинация |
| 4-я Премия общества кинокритиков Гонконга | Спецприз «Film of Merit»          | Джонни То                           | Победа    |
| 3-я Golden Bauhinia Award                 | Лучший сценарий                   | Вай Ка-Фай, Зето Кам-Юэнь, Мэтт Чоу | Победа    |
| 3-я Golden Bauhinia Award                 | Лучшая мужская роль второго плана | Френсис Ын                          | Победа    |